# Sipyloidea foenosa
Sipyloidea foenosa är en insektsart som beskrevs av Ludwig Redtenbacher 1908. Sipyloidea foenosa ingår i släktet Sipyloidea och familjen Diapheromeridae. Inga underarter finns listade i Catalogue of Life.